# 増穂村
増穂村（ますほむら）は、千葉県山武郡にかつて存在した村である。
現在の大網白里市の中央部に位置している。

## 沿革
- 1889年（明治22年）4月1日 - 町村制施行により、上貝塚村、上谷新田、北横川村、南横川村、富田村、北飯塚村、南飯塚村、柿餅村、木崎村、柳橋村、清名幸谷村、星谷村が合併して山辺郡増穂村が発足。
- 1897年（明治30年）4月1日 - 山武郡の所属になる。
- 1954年（昭和29年）12月1日 - 山武郡大網町・白里町と合併して大網白里町が発足。同日増穂村廃止。